# Handbal Club'T Noorden
Maillots
Le HC 'T Noorden est un club belge de handball, situé à  Anvers en province d'Anvers, le club évolue actuellement en Liga est.

## Histoire
Le HC 'T Noorden fut fondé en 2003, il obtient donc le matricule 423.